# 獨立新聞 (1919年)

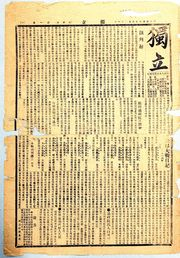
《獨立》

《獨立》或稱《獨立新聞》（朝鮮語：독립신문，英文：The Independence）為發行自1919年至1943年的大韓民國臨時政府官方報紙。該報報社首任社主為安昌浩，筆陣為安昌浩、李光洙、朱耀翰、申采浩、尹潽善等。

## 外部連結
- 獨立新聞[永久] 